# O dramă la vânătoare (film)
O dramă la vânătoare (în rusă Мой ласковый и нежный зверь, transliterat: Moi laskovîi i nejnîi zver, în traducere „Gingașa și tandra mea fiară”) este un film artistic sovietic din 1978, realizat de regizorul moldovean Emil Loteanu, după un scenariu inspirat din nuvela „Dramă la vânătoare” a scriitorului rus Anton Cehov.
Este povestea unui judecător de instrucție (Serghei Kamîșev), venit într-o vizită de curtoazie într-un orășel de provincie, judecător care cade pradă farmecelor unei frumoase tinere (Olga Skvorțova, fiica pădurarului), farmece cărora nu le-au rămas străini nici alți doi nobili din protipendada locală. Dincolo de aparentul film de aventuri, este o poveste de dragoste considerată cea mai frumoasă din cinematografia rusă.

## Rezumat
Fiică de pădurar, Olga Skvorțova (Galina Beliaeva), se întâlnește cu contele Karneev (Kirill Lavrov) în pădure. Între cei doi se înfiripă o intensă pasiune.

## Distribuție
- Galina Beliaeva — Olga (Olea) Skvorțova (Urbenina)
- Oleg Iankovski — Serghei Petrovici Kamîșev, judecător, autorul povestirii
- Kiril Lavrov — Contele Karneev
- Leonid Markov — Petr Egorovici Urbenin, soțul lui Olea
- Svetlana Toma — țiganca Тina
- Grigore Grigoriu - Polihroni Kalidis, un prieten al contelui
- Oleg Fedorov — Aleksandr Beliavski, editor la un ziar
- Vasili Simcici - Nikolai Skvorțov
- Vadim Vilski - doctorul
- Viktor Lazarev - un invitat la nuntă
- A. Zvenigorski -
- Anna Petrova -
- Vladimir Matveiev -
- Valeri Sokoloverov - Policarp, slujitorul lui Kamîșev
- Georgi Kasso -
- Galina Ivanova -
- Maria Zorina -
- Evgheni Markov - un invitat la picnic
- Nikolai Jemujnîi - un țigan
- R. Vengilevskaia - o dansatoare țigancă
- Emil Loteanu (nemenționat)

## Lansare
A fost lansat în anul 1978 și a avut parte de un mare succes comercial, fiind vizionat de 26,0 milioane de spectatori în cinematografele din Uniunea Sovietică.